# David Campbell (amerikansk politiker)
David Campbell, född 7 augusti 1779 i Washington County (numera i Smyth County), Virginia, död 19 mars 1859 i Abingdon, Virginia, var en amerikansk demokratisk politiker och Virginias guvernör 1837–1840.
Campbell studerade juridik kring sekelskiftet 1800 och gifte sig med Maria Hamilton. I 1812 års krig tjänstgjorde han som officer. Campbell tillträdde 1837 som guvernör och efterträddes 1840 av Thomas Walker Gilmer. År 1859 avled han och gravsattes på Sinking Spring Cemetery i Abingdon.